# منطقه کاندپ
منطقه کاندپ یکی از منطقه های استان انگا واقع در کشور پاپوآ گینه نو می باشد. این منطقه خود از ۴ فرمانداری محلی تشکیل می گردد که هر فرمانداری به منظور سهولت در امر آمارگیری خود به چند بخش تقسیم می شود. 

## تقسیمات
این منطقه دارای ۴ فرمانداری محلی است که اسامی آن ها به شرح زیر است:
- فرمانداری محبی روستایی کاندپ
- فرمانداری محلی روستایی تساک
- فرمانداری محلی روستایی واگه
- فرمانداری محلی روستایی واپناماندا